# Iñaki de Juana Chaos
José Ignacio de Juana Chaos o Iñaki de Juana Chaos (Legazpi, 21 de setembre de 1955) és un escriptor i exmilitant de l'organització armada independentista basca ETA. El 1987 va ser declarat culpable per la seva participació en diferents accions armades i la mort de 25 persones (24 militars i membres de les forces de seguretat de l'estat i un ciutadà nord-americà, que va morir accidentament a conseqüència de l'ona expansiva en esclatar una bomba al seu pas), i va ser sentenciat, en un principi, a 3000 anys de presó. En aplicació de la legislació espanyola vigent quan va ser jutjat, Iñaki va ser alliberat el 2004, quan havia complert 17 anys de la pena imposada. Tanmateix, el Govern espanyol va impedir la seva posada en llibertat, acusant-lo d'amenaces terroristes en dos articles que va escriure des de la presó i que van ser publicats al diari Gara. L'agost del 2006, va començar una vaga de fam en protesta pel seu empresonament, la qual va durar seixanta-tres dies. Al novembre de 2006 va iniciar una altra vaga de fam, que es va allargar fins al març de 2007, quan va ser traslladat d'un hospital de Madrid a un altre de la seva comarca natal. Després de ser donat d'alta, va ser condemnat a arrest domiciliari, però el 6 juny de 2007, després de la fi de l'alto el foc d'ETA, va ser enviat a la presó d'Aranjuez. Es troba en llibertat des del 2 d'agost de 2008.
És autor de l'obra autobiogràfica Días i de la novel·la La senda del abismo, escrites durant el seu empresonament.

## Biografia
El seu pare, Daniel de Juana Rubio, era metge. Nascut a Miranda de Ebro (Burgos), va participar en la Guerra Civil espanyola com a tinent assimilat a l'exèrcit franquista, essent condecorat amb una medalla de campanya, dues creus vermelles i una creu de guerra. Es va afiliar a Falange el 1943. La seva mare, Esperanza Chaos, nascuda als anys vint a Tetuan, capital del protectorat espanyol del Marroc, era filla d'un militar, destinat allà en aquella època.
El matrimoni es va traslladar a Legazpi a causa del treball de Daniel de Juana, que exercia de metge a l'empresa de Patricio Echeverría Elorza (que va obtenir el títol de comte d'Etxebarria de Legazpi durant el franquisme), una de les principals empreses siderúrgiques de Guipúscoa. El casalot on van néixer i viure els dos fills del matrimoni, Altamira (actualment divorciada de Jesús María Herrera, fill del comandant de l'exèrcit José María Herrera, executat per ETA el 1977) i José Ignacio, era al costat de la caserna de la Guàrdia Civil a la vila. Iñaki encara era un infant quan es va traslladar a Sant Sebastià amb la seva família, on va residir fins al 1983.
Va cursar estudis d'infermeria. Va fer el servei militar a Alcalá de Henares, i va rebre una menció de l'ajuntament de Madrid el 27 de maig de 1977 per la seva participació en l'extinció d'un incendi que es va declarar a la ciutat entre els dies 15 i 20 d'abril d'aquell any. Va ser militant del grup d'extrema dreta Fuerza Nueva.
Va formar part de la segona promoció de l'Ertzaintza (creada el 1982). Tanmateix, el 1983 va fugir a França, després que es descobrís la seva pertinença a ETA. Les pesquises policials sobre la seva vinculació amb l'organització armada les havia originades la detenció d'un membre d'ETA amb armes robades en una comissaria de l'Ertzaintza.

### Militància a ETA

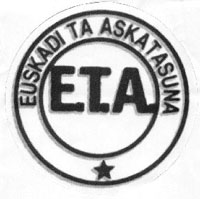
Segell d'ETA.

A començaments del 1986, De Juana es va fer responsable del "Comando Madrid", que s'havia entrenat a Algèria. En els tres anys següents, fins a la seva detenció a Madrid el 1987, va participar en diferents accions armades, dirigides principalment contra membres de l'exèrcit espanyol i agents de les forces de seguretat.
Les accions armades en les quals va participar Iñaki de Juana són els següents (totes a Madrid):
- 12 de juny de 1985. El comando Madrid ataca amb metralletes el cotxe oficial en què viatjaven el coronel de l'exèrcit Vicente Romaní i el seu xòfer, Juan García Jiménez, soldat de l'exèrcit. Ambdós van resultar morts. Els militants van deixar una bomba-parany al vehicle amb el qual van fugir de l'escenari de l'acció. En l'explosió del vehicle va morir l'agent de la Policia espanyola Esteban del Amo.
- 29 de juliol de 1985. El vicealmirall de l'exèrcit Fausto Escrigas Estrada és executat.
- 9 de setembre de 1985. a la plaça de la República Argentina, on viatjaven nou agents. El ciutadà nord-americà Eugene Kent Brown, que passejava per la zona, perd la vida accidentalment a causa de l'ona expansiva.
- 25 d'abril de 1986. Un cotxe bomba carregat amb metralla i 25 quilos de goma 2 esclata al pas d'un furgó de la Guàrdia Civil on viatjaven nou en missió de vigilància a les ambaixades del barri de Salamanca, a l'encreuament entre els carrers de Juan Bravo i Príncepe de Vergara. Hi van resultar morts cinc agents.
- 17 de juny de 1986. El cotxe oficial en què viatjaven el comandant Ricardo Sáenz de Ynestrillas, el tinent coronel Carlos Vesteiro Pérez i el soldat Francisco Casillas Martín, és tirotejat. Hi resulten morts els tres ocupants.
- 14 de juliol de 1986. Una furgoneta bomba explota al pas d'un autobús de la Guàrdia Civil a la plaça de la República Dominicana. Dotze agents de la Guàrdia Civil resulten morts.

També es va tractar d'acabar, sense èxit, amb el Fiscal General de l'estat, Luis Antonio Burón Barba, i el president del Tribunal Suprem Antonio Hernández Gil.

### Detenció i empresonament
De Juana va ser detingut la matinada del 16 de gener de 1987 en un pis franc de Madrid, amb la resta de components del comando Madrid: Esteban Esteban, Inmaculada Noble Goikoetxea (que seria posteriorment la seua companya sentimental), Antonio Troitiño Arranz, María Teresa Rojo i Cristina Arrizabalaga Vázquez. Va ser condemnat a més de 3.000 anys de presó. Durant els seus anys de reclusió, De Juana, va estar sempre classificat en el primer grau, el més dur dels existents. Aquesta classificació es va traduir en una reclusió en mòduls de vigilància especial, registres periòdics, restricció de contacte amb altres presos i poques hores de pati. Per altra banda, en virtut de la política de dispersió penitenciària aplicada pels successius governs amb els presos d'ETA, va estar en nombrosos centres penitenciaris: Sevilla, Las Palmas, Múrcia, Eivissa, Melilla, El Puerto de Santa María i Algesires.
En diverses ocasions ha declarat no penedir-se de les accions armades en les quals va participar i ha mostrat repetidament la seva satisfacció per diverses accions armades efectuades per ETA mentre ell estava a la presó.
A punt d'eixir lliure després de complir tota la seua condemna segons el codi penal espanyol, va ser processat novament per uns articles d'opinió publicats al diari basc Gara en els quals, segons la sentència de l'Audiència Nacional, amenaçava a responsables de presons, polítics i jutges.
El 7 d'agost de 2006, en ple alto el foc de l'organització armada ETA, Iñaki va iniciar una vaga de fam de 63 dies contra el que ell considerava com una «cadena perpètua», referint-se tant a l'aplicació de la doctrina Parot per part dels jutges de l'Audiència Nacional com a la invenció de delictes per a processar a ciutadans presos una vegada complerta la seua condemna (basant-se en les declaracions del ministre de Justícia, Juan Fernando López Aguilar, que va declarar que el fiscal recorreria l'eixida de presó de De Juana «al límit de les seues possibilitats i de les possibilitats del mateix sistema judicial», veient «si és possible, que es pugui construir una nova imputació penal per pertinença a banda armada, amenaces o per continuïtat d'alguna forma de l'activitat terrorista, fins i tot des de la presó».
El 6 d'octubre va ser traslladat des de l'hospital andalús Punta Europa fins a la unitat de nutrició de l'hospital Doce de Octubre a Madrid. Després de finalitzar dita vaga el dia 8 d'octubre, De Juana va indicar que la seua decisió no va estar condicionada pel seu estat de salut, sinó que era a causa de les «innombrables» peticions realitzades pel seu entorn familiar i social perquè no prosseguira amb la vaga, i al compromís de la societat basca a l'hora de reivindicar la tornada de tots els presos polítics.
El 27 d'octubre de 2006 va començar el judici a l'Audiència Nacional pel que aquest òrgan considerava delicte d'amenaces relatiu a la publicació de dos articles de De Juana al diari Gara. La sentència va ser emesa el 6 de novembre de 2006, i en ella se'l condemnava a dotze anys i set mesos per un delicte d'amenaces terroristes. El dia anterior a la recepció oficial de la seua condemna i davant la notícia no oficial d'aquesta, va començar una nova vaga de fam perquè, en la seua opinió, ja havia complert la seua condemna. El 16 de novembre l'Audiència Nacional autoritza controls mèdics al presoner per a vetllar per la seua salut i la seua integritat física. L'11 de desembre, De Juana comença a ser alimentat, en contra de la seua voluntat, mitjançant una sonda nasogàstrica.
El 25 de gener de 2007 l'Audiència Nacional, a causa del greu estat en què es trobava per la seua vaga de fam, va decidir per 12 vots a favor i 4 en contra, que el processat continués en presó perquè la seua situació segons aquesta institució, era provocada lliurement i voluntàriament. El 6 de febrer, De Juana és de nou notícia per la publicació d'una entrevista al diari britànic The Times il·lustrada per una imatge seua en la qual apareixia amarrat al llit i amb una gran pèrdua de pes. La publicació de l'entrevista va causar gran polèmica i commoció per la cruesa del seu aspecte.
El 12 de febrer de 2007 el Tribunal Suprem va rebaixar la seua condemna de 12 a 3 anys, si bé De Juana va declarar que no abandonaria la seua vaga de fam fins que fos posat en llibertat. L'1 de març de 2007, la Direcció General d'Institucions Penitenciàries va concedir la presó atenuada a De Juana a causa del seu estat de salut, i va ser traslladat a un hospital de Sant Sebastià, on va abandonar definitivament la vaga de fam.
Després de dos mesos a l'hospital, va demanar l'alta voluntària i la tornada a casa. Tant des del govern com des d'Institucions Penitenciàries es plantejà l'opció que complira la resta de condemna sota arrest domiciliari i sempre controlat amb una polsera telemàtica. L'etarra s'hi negà i a principis de juny, coincidint amb la ruptura de l'alto del foc decretada per la banda armada, el ministeri de l'Interior va decretar que tornaria de nou a presó a complir la resta de condemna.

## Tasca literària
A la presó, De Juana va escriure alguns llibres, l'elaboració dels quals li va suposar beneficis penitenciaris, anul·lats posteriorment:
- Días. Recull de memòries des de la presó.
- La senda del abismo. Novel·la de ficció.

L'any 2007, l'Audiència Nacional espanyola va embargar els drets d'autor pels seus llibres publicats, per pagar la indemnització civil a la família d'un agent de la Guàrdia Civil executat el 1985, incloent-hi una altra obra més, titulada Raíces de roble que, segons la seva editorial, va ser només un projecte de treball que no existeix.